# Weltmeisterschaften der Rhythmischen Sportgymnastik 1989
Die 14. Weltmeisterschaften der Rhythmischen Sportgymnastik fanden 1989 in Sarajevo, Jugoslawien statt.

## Ergebnisse

### Einzel-Mehrkampf
| Rang | Nation      | Athletin               |
| ---- | ----------- | ---------------------- |
| 1    | Sowjetunion | Oleksandra Tymoschenko |
| 2    | Bulgarien   | Bianka Panowa          |
| 3    | Bulgarien   | Adriana Dunawska       |
| 3    | Sowjetunion | Oksana Skaldina        |

### Mehrkampf-Mannschaft
| Rang | Nation      | Athletin                                              |
| ---- | ----------- | ----------------------------------------------------- |
| 1    | Bulgarien   | Bianka Panowa Adriana Dunawska Julia Baitschewa       |
| 1    | Sowjetunion | Oleksandra Tymoschenko Oksana Skaldina Oksana Kostina |
| 3    | Spanien     | Ana Bautista Ada Liberio Silvia Yustos                |

### Gruppe-Mehrkampf
| Rang | Nation      | Athletin |
| ---- | ----------- | -------- |
| 1    | Bulgarien   |          |
| 2    | Sowjetunion |          |
| 3    | Spanien     |          |

### Gruppe-Mehrkampf mit einem Gerät
| Rang | Nation      | Athletin |
| ---- | ----------- | -------- |
| 1    | Bulgarien   |          |
| 2    | Sowjetunion |          |
| 3    | Spanien     |          |

### Gruppe-Mehrkampf mit zwei Geräten
| Rang | Nation      | Athletin |
| ---- | ----------- | -------- |
| 1    | Sowjetunion |          |
| 2    | Bulgarien   |          |
| 3    | Spanien     |          |

### Ball
| Rang | Nation      | Athletin               |
| ---- | ----------- | ---------------------- |
| 1    | Sowjetunion | Oleksandra Tymoschenko |
| 2    | Bulgarien   | Adriana Dunawska       |
| 2    | Sowjetunion | Oksana Kostina         |
| 2    | Bulgarien   | Bianka Panowa          |

### Band
| Rang | Nation      | Athletin               |
| ---- | ----------- | ---------------------- |
| 1    | Sowjetunion | Oksana Skaldina        |
| 2    | Bulgarien   | Adriana Dunawska       |
| 2    | Bulgarien   | Julia Baitschewa       |
| 2    | Sowjetunion | Oleksandra Tymoschenko |

### Reifen
| Rang | Nation      | Athletin               |
| ---- | ----------- | ---------------------- |
| 1    | Bulgarien   | Bianka Panowa          |
| 1    | Sowjetunion | Oleksandra Tymoschenko |
| 1    | Sowjetunion | Oksana Skaldina        |

### Seil
| Rang | Nation      | Athletin               |
| ---- | ----------- | ---------------------- |
| 1    | Bulgarien   | Bianka Panowa          |
| 1    | Sowjetunion | Oleksandra Tymoschenko |
| 1    | Sowjetunion | Oksana Skaldina        |

### Medaillenspiegel
| Rang | Nation      | Gold | Silber | Bronze | Gesamt |
| ---- | ----------- | ---- | ------ | ------ | ------ |
| 1    | Sowjetunion | 9    | 4      | 1      | 9      |
| 2    | Bulgarien   | 5    | 6      | 1      | 12     |
| 3    | Spanien     | -    | -      | 4      | 2      |